# Мартинюк Алла Петрівна
Алла Петрі́вна Мартинюк (27 листопада 1956), с. Колки, Маневицького району Волинської області) — мовознавець, професор кафедри перекладознавства імені Миколи Лукаша факультету іноземних мов Харківського національного університету імені В. Н. Каразіна, доктор філологічних наук (2006), професор (2006).

## Біографія
У 1978 році закінчила філологічне відділення факультету іноземних мов Харківського державного університету імені О. М. Горького. Працювала шкільним вчителем у 1978—1979 роках.
Упродовж 1979—1982 років навчалась в аспірантурі на кафедрі перекладу та англійської мови Харківського державного університету.
Після закінчення аспірантури працювала у 1983—1986 роках викладачем кафедри перекладу та англійської мови.
У 1984 році у Київському державному університеті успішно захистила кандидатську дисертацію «Варіативність морфологічних засобів вираження видо-часових значень в сучасній англійській мові».
У 1986—1987 роках була старшим викладачем кафедри; а з 1987 по 2006 роках — доцентом.
У 2006 році у Київському національному університеті імені Тараса Шевченка захистила докторську дисертацію за темою «Регулятивна функція гендерно-маркованих одиниць мови (на матеріалі сучасного англомовного публіцистичного дискурсу)».
У цьому ж році стала професором кафедри перекладу та англійської мови ХНУ імені В. Н. Каразіна (нині: кафедра теорії та практики перекладу англійської мови).

## Наукова робота
До кола наукових інтересів належать проблеми дискурс-аналізу, когнітивної лінгвістики, гендерної лінгвістики, лінгвокультурології.
А. П. Мартинюк є авторкою теорії лінгвальної регуляції соціальної поведінки індивіда як представника лінгвокультури, методику аналізу концептів-регулятивів, актуалізованих у дискурсі.
Вона є авторкою понад 150 навчально-методичних та наукових публікацій та підготувала 23 кандидати наук.

### Основні праці
- Конструювання гендеру в англомовному дискурсі. Харків, 2004;
- Дискурс як когнітивно-комунікативний феномен. - Харків, 2005 (у співавторстві)
- Когнітивне підґрунтя лінгвальної регуляції гендерноспецифічної поведінки індивіда // Вісн. Харків. ун-ту. Сер. Романо-герман. філологія. 2006. № 741;
- Словник основних термінів когнітивно-дискурсивної лінгвістики.  - Харків, 2012.
- Перспективи дослідження концептів у світлі інтегративної теорії мови // Studia Germanica et Romanica. Іноз. мови. Зарубіжна літ-ра. Методика викладання. 2008. Т. 5, № 2 (14);
- Лінгвістична концептологія: методологічні платформи, методики аналізу, перспективи розвитку // Наук. вісн. Волин. ун-ту. Сер. Філол. науки. 2012. № 23;
- Causes of communicative failures within cognitive framework // Australian J. of Scientific Research. 2014. Vol. 3, № 2.